# Зогой
Зогой, Дзогой, Дзагой (чечен. ЗIогой) — чеченский тайп, входящий в кешенхойскую фратрию тукхумa овхой. По генетическим исследованием установлено, что представители тайпа являются носителями гаплогруппы L3.

## Расселение
Представители тайпа зогой проживают в основном в городах и сёлах компактного проживания чеченцев на западе Республики Дагестан (Банайаул, Хасавюрт, Нурадилово, Покровское). Также проживают в Чеченской Pеспублике, и других регионах РФ, а также в странах Ближнего Востока, Средней Азии и Западной Европы.

## История
Тайп упоминается в работе Нану Семёнова под названием «Сказки и легенды чеченцев» 1882 года как Дзагой.
По мнению чеченского историка, кандидата исторических наук Сайпуди Натаева семантика неясна. В Ингушетии существует Зокой (Зокоевы) являются они выходцами из Чечни, которые переселились на территорию современной Ингушетии из-за кровной мести. И. А. Арсаханов проводит параллель между этим обществом и ингушским Зокой-некъе (в оригинале у Арсаханова Зӏокой наькъе).
По рассказам старожила по имени Байгери Зогой тайп происходит от одного отца. Также в беседе Байгери упоминает два некъе Убти некъе, Гаде некъе. В отличие от остальных ауховцев, представители тайпа Зогой называют себя «цӀена Аьккхий» (чечен. «чистые аккинцы», то есть настоящие аккинцы). Зогой один из родов (некъе), тайпа аккий, издавна переселившийся в Аух.